# Pargny-Resson
Pargny-Resson is een voormalige gemeente in het Franse departement Ardennes in de regio Grand Est.

## Geschiedenis
De gemeente Pargny-Resson werd in 1828 gevormd door de samenvoeging van de plaasen Pargny en Resson en op 29 december 1973 opgeheven. Pargny-Resson werd een commune associée van de gemeente Rethel.